# Tom van Kalmthout
 (janvier 2019).
Si vous disposez d'ouvrages ou d'articles de référence ou si vous connaissez des sites web de qualité traitant du thème abordé ici, merci de compléter l'article en donnant les références utiles à sa vérifiabilité et en les liant à la section « Notes et références ».
Tom van Kalmthout, né le 16 janvier 1991 à La Haye, est un acteur néerlandais.

## Biographie

### Enfance et formation
Il est né le 16 janvier 1991 à La Haye,,.

### Carrière
Depuis 2011, Tom et forment le collectif de théâtre Rundfunk. Tom van Kalmthout fait partie avec Yannick van de Velde du duo Rundfunk.
En 2024, ils présenteront leur troisième représentation théâtrale complète intitulée Schau.
Il est aussi scénariste.

## Filmographie

### Cinéma et téléfilms
- 2008 : Snuf de hond in oorlogstijd (nl) : Tom Verhoef
- 2008 : Snuf de hond en de jacht op Vliegende Volckert (nl) : Tom Verhoef
- 2008 : Snuf de hond (nl) : Tom Verhoef
- 2013 : Van God los (nl) : Le jeune garçon
- 2015-2016 : Rundfunk (nl) : Erik
- 2016 : Moos (téléfilm) : Freek
- 2017 : Het bestand (nl) : Toxic Vapor